# اروه
اِروه (فرانسوی: Hervé‎، تلفظ فرانسوی: [ɛʁ.ve]) یک نام کوچک فرانسوی با ریشهٔ برتونی است. افراد سرشناس با این نام از این قرارند:

## نام کوچک
- اروه بازن، نویسندهٔ فرانسوی
- اروه بوسار (۱۹۶۶ – ۲۰۱۳)، دوچرخه‌سوار اهل فرانسه
- اروه داگورنه، دوچرخه‌سوار اهل فرانسه
- اروه دوکلو-لاسال، دوچرخه‌سوار اهل فرانسه
- اروه رنار، بازیکن سابق و مربی فوتبال فوتبال اهل فرانسه
- اروه رولی، بازیکن فوتبال اهل فرانسه
- اروه گارل، دوچرخه‌سوار اهل فرانسه
- اروه گیبر، نویسنده و عکاس قرن بیستم میلادی اهل فرانسه
- اروه لو تلیه، نویسنده قرن بیستم میلادی اهل فرانسه
- اروه مارسی، سیاستمدار اهل فرانسه
- اروه ویلشز، بازیگر فرانسوی

## نام خانوادگی
- پاسکال اروه (زادهٔ ۱۹۶۴)، دوچرخه‌سوار اهل فرانسه
- سدریک اروه (زادهٔ ۱۹۷۹)، دوچرخه‌سوار اهل فرانسه